# Yahatanishi-ku
Yahatanishi (八幡西区, Yahatanishi-ku) est l'un des sept arrondissements de la ville de Kitakyūshū, au Japon. Il est situé à l'ouest de la ville.

## Géographie

### Démographie
En 2016, sa population de Yahatanishi était de 256 082 habitants pour une superficie de 83,13 km2 (densité de population : 3 080 hab./km2).

### Climat
| Mois                                             | jan.      | fév.      | mars      | avril     | mai       | juin      | jui.      | août      | sep.      | oct.     | nov.      | déc.      | année     |
| ------------------------------------------------ | --------- | --------- | --------- | --------- | --------- | --------- | --------- | --------- | --------- | -------- | --------- | --------- | --------- |
| Température minimale moyenne (°C)                | 2,8       | 3,2       | 5,9       | 10,2      | 14,9      | 19,3      | 23,7      | 24,6      | 20,6      | 14,8     | 9,3       | 4,7       | 12,8      |
| Température moyenne (°C)                         | 6,2       | 6,9       | 10        | 14,7      | 19,3      | 22,7      | 26,8      | 27,8      | 24        | 18,8     | 13,3      | 8,3       | 16,6      |
| Température maximale moyenne (°C)                | 9,8       | 10,9      | 14,4      | 19,6      | 24,2      | 27        | 30,7      | 31,9      | 28,1      | 23,2     | 17,7      | 12,2      | 20,8      |
| Record de froid (°C) date du record              | −4,6 2016 | −6,2 1977 | −3,8 1977 | 0,5 1985  | 6,4 1980  | 10,5 1981 | 15,4 1982 | 17,6 2016 | 8,9 1987  | 3,5 1986 | 0,7 1979  | −3,6 2005 | −6,2 1977 |
| Record de chaleur (°C) date du record            | 19 2020   | 24 2004   | 25,2 2010 | 30,1 2005 | 32,4 2000 | 34,2 1997 | 36,9 1994 | 36,7 2016 | 34,5 2003 | 33 2005  | 26,4 2020 | 24,8 2018 | 36,9 1994 |
| Ensoleillement (h)                               | 101,8     | 113,2     | 159,5     | 188,6     | 205       | 139,2     | 167,6     | 196,2     | 159,8     | 170,5    | 131,5     | 102,9     | 1 835,7   |
| Précipitations (mm)                              | 87,9      | 79,2      | 114,2     | 125,4     | 142,9     | 239,5     | 314,6     | 198,1     | 165,9     | 85,2     | 91,8      | 75,9      | 1 720,5   |
| Nombre de jours avec précipitations              | 10,8      | 10,4      | 10,9      | 10        | 9         | 12,3      | 11,8      | 10        | 9,7       | 7,3      | 9,4       | 9,8       | 121,6     |
| dont nombre de jours avec précipitations ≥ 10 mm | 2,8       | 2,9       | 4,3       | 4,3       | 4,1       | 6,1       | 6,5       | 4,7       | 4,2       | 2,5      | 3,2       | 2,7       | 48,3      |

| Diagramme climatique                                  |             |              |               |               |             |               |               |               |              |             |             |
| J                                                     | F           | M            | A             | M             | J           | J             | A             | S             | O            | N           | D           |
| 9,82,887,9                                            | 10,93,279,2 | 14,45,9114,2 | 19,610,2125,4 | 24,214,9142,9 | 2719,3239,5 | 30,723,7314,6 | 31,924,6198,1 | 28,120,6165,9 | 23,214,885,2 | 17,79,391,8 | 12,24,775,9 |
| Moyennes : • Temp. maxi et mini °C • Précipitation mm |             |              |               |               |             |               |               |               |              |             |             |

## Histoire
L'arrondissement correspond à la partie ouest de l'ancienne ville de Yahata qui a fusionné avec quatre autres villes en 1963 pour former Kitakyūshū.

## Transport publics
L'arrondissement est desservi par la ligne principale Kagoshima de la JR Kyushu.